# Javier Collado (árbitro)
Javier Collado (Tucumán, Argentina, 29 de agosto de 1967) es un exárbitro de fútbol argentino. Comenzó su carrera como árbitro profesional en el año 1995, en 2003, fue designado para dirigir en la primera división del fútbol argentino.

## Trayectoria profesional

### Árbitro de fútbol
Árbitro nacional promoción AFA 94/95 comenzando a arbitrar partidos del Torneo del Interior (hoy Argentino A) con 78 partidos en la categoría. Su debut en la categoría Primera_B_Nacional ocurrió en el 3 de abril de 1999 en el partido que disputaron Almagro y Estudiantes de Caseros. Su carrera contó con 217 partidos en la categoría Primera B Nacional.
El 22 de junio de 2003, debuta en primera división en el partido disputado entre Chacarita y Olimpo.

### Encuentros destacados
| Partidos | Partidos             | Partidos         | Partidos   |
| Año      | Local                | Visitante        | Resultados |
| -------- | -------------------- | ---------------- | ---------- |
| 2003     | Gimnasia de Jujuy    | Unión            | 1:0        |
| 2008     | River                | Olimpo           | 2:1        |
| 2009     | Gimnasia de La Plata | Atlético Rafaela | 3:0        |

### Distinciones
Dos veces ternado para mejor árbitro Nacional B 2003-2004 siendo elegido en el año 2004
Ternado para mejor árbitro primera división 2009.
Círculo de Periodistas deportivos de Córdoba 2012
Agencia Córdoba Deportes de la Pcia de Córdoba 2012
Córdoba cuna de Campeones: Distinción a la Trayectoria 2012

### Retiro
Su carrera concluye en el año 2009 en medio de declaraciones polémicas. Reflejaron esta situación distintos periodistas, en el libro "La Historia del Fútbol argentino en 1500 frases" de Sergio Barbui y Pablo Lafourcade así como también el periodista Hugo Asch quien escribió varias columnas en el diario Perfil en relación con su desempeño.